# Arthrospira
Pour une discussion ciblant les espèces exploitées sous le terme générique « spiruline » et leurs différentes utilisations, voir Spiruline.
Genre
Espèces de rang inférieur
- Arthrospira fusiformis
- Arthrospira indica
- Arthrospira masartii
- Arthrospira maxima
- Arthrospira platensis

Arthrospira est un genre de cyanobactéries (anciennement appelées « algues bleues ») des eaux chaudes peu profondes et saumâtres de la ceinture intertropicale. Bien que communément appelée « spiruline » (« spirulina » en anglais), cette cyanobactérie appartient au genre Arthrospira. Le genre Spirulina existe, mais s'applique à d'autres cyanobactéries, assez éloignées du point de vue taxonomique (et d'ailleurs non alimentaires).
Le genre Arthrospira appartient à l'ordre des Oscillatoriales, à la famille des Phormidiaceae ou des Microcoleaceae selon les classifications.

## Localisation
Les espèces du genre "Arthrospira" ont été isolées d'eau saumâtres alcaline et d'eau salée dans des régions tropicales et subtropicales. Elles poussent naturellement dans les lacs avec un pH élevé et une forte concentration en carbonate et bicarbonate.
Parmi les espèces de ce genre, "A.platensis" est la plus abondante et est principalement présente en Afrique, en Asie et en Amérique du sud. "A maxima" est présente en Amérique centrale, au Mexique et en Californie.

## Composition biochimique
Arthrospira est très riche en protéines qui peuvent constituer entre 50 et 68% de la matière sèche ,,
Ces protéines possèdent tous les acides aminés essentiels  et Arthrospira contient également des quantités importantes d'acides gras polyinsaturés (1,5-2%),.

## Utilisation

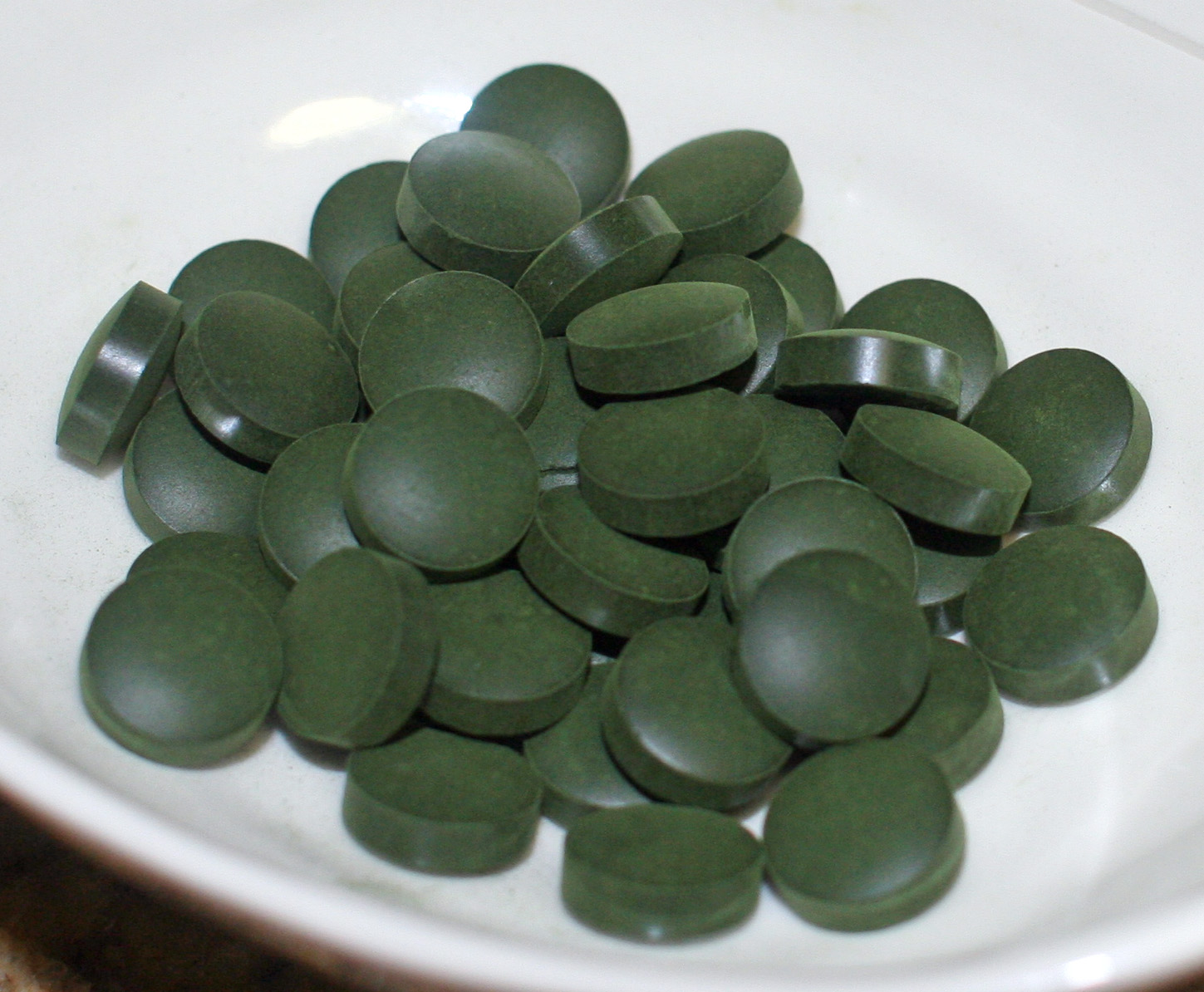
Comprimés de spiruline.

L’industrie agroalimentaire l’utilise pour l’alimentation animale, la complémentation nutritionnelle et la fabrication d’aliments diététiques, destinés, par exemple, aux régimes hyperprotéiques.
La spiruline permet de lutter contre la malnutrition, la dénutrition et les carences protéiques, telles le kwashiorkor. Elle est une source de fer hautement assimilable. Concernant la vitamine A, 5 g de spiruline couvrent 100 % des apports nutritionnels conseillés.
Riche en molécules anti-oxydantes (acide gamma-linolénique, phycocyanine, tocophérol, carotène, sélénium et zinc), elle est également utilisée en cosmétologie.
En sport, la spiruline a pour effet de retarder la production d’acide lactique.

## Taxonomie et liste d'espèces
La taxonomie du genre Arthrospira (et du genre Spirulina) n'est pas encore fermement établie, avec des reclassements occasionnels d'espèces dans d'autres genres. Les différences importantes en termes de morphologie et de phylogénétique entre l'espèce-type du genre Arthrospira, Arthrospira jenneri (Stizenberger ex Gomont, 1892), et les espèces économiquement exploitées sous l'appellation générique « spiruline » conduit Nowicka-Krawczyk, Mühlsteinová & Hauer (2019) à proposer la qualification d'un nouveau genre biologique, Limnospira, qui regrouperait différentes espèces qui se trouvent être toutes exploitées économiquement ou avoir un potentiel établi, à savoir Limnospira fusiformis comme espèce-type – l'actuelle Spirulina fusiformis (Voronichin 1934) –, Limnospira maxima – l'actuelle Arthrospira maxima (Setchell et Gardner, 1917) –, Limnospira indica – l'actuelle Arthrospira indica (Desikachary et Jeeji Bai, 1992) –, et, probablement également, Limnospira platensis – l'actuelle Arthrospira platensis.
Selon AlgaeBase (1 octobre 2019) :
- Arthrospira amethystina, (H.F.Buell) J.De Toni
- Arthrospira ardissonei, Forti
- Arthrospira argentina, (Frenguelli) Guarrera & Kühnemann
- Arthrospira balkrishnanii, N.D.Kamat
- Arthrospira brevis, Wang
- Arthrospira constricta, L.Hoffmann
- Arthrospira crassa, (A.B.Gupta) Desikachary
- Arthrospira desikacharyiensis, Vasishta
- Arthrospira gigantea, (Schmidle) Anagnostidis
- Arthrospira gomontiana, Setchell
- Arthrospira jenneri, (Nordstedt) Guarrera & Kühnemann / Stizenberger ex Gomont
- Arthrospira joshii, Vasishta
- Arthrospira khannae, Drouet & Strickland
- Arthrospira laxissima, Setchell
- Arthrospira margaritae, (Frémy) Gomont ex Anagnostidis & Komárek
- Arthrospira massartii, Kufferath / Desikachary
- Arthrospira miniata, Gomont
- Arthrospira pellucida, Chu Chia Wang
- Arthrospira platensis, Gomont / (Banerji) Desikachary
- Arthrospira santannae, Komárek & Komárková-Legnerová
- Arthrospira skujae, A.G.E.Magrin, P.A.C.Senna & J.Komárek
- Arthrospira spirulinoides, (R.N.Singh) Desikachary
- Arthrospira tenuis, Brühl & Biswas

Selon ITIS (1 octobre 2019) :
- Arthrospira amethystina, (H.F.Buell) J.De Toni, 1949
- Arthrospira ardissonei, Forti, 1907
- Arthrospira argentina, (Frenguelli) Guarrera & Kühnemann, 1949
- Arthrospira balkrishnanii, N.D.Kamat, 1963
- Arthrospira baryana, Stizenberger, 1854 (uncertain)
- Arthrospira braunii, Forti, 1907 (uncertain)
- Arthrospira desikacharyiensis, Vasishta, 1962
- Arthrospira gigantea, (Schmidle) Anagnostidis, 1998
- Arthrospira gomontiana, Setchell, 1895 (var. crassa, A.B.Gupta / Desikachary, 1959)
- Arthrospira jenneri, Stizenberger ex Gomont, 1892
- Arthrospira joshii, Vasishta, 1964
- Arthrospira khannae, Drouet & Strickland, 1942
- Arthrospira laxissima, Setchell, 1924
- Arthrospira margaritae, (Frémy) Gomont ex Anagnostidis & Komárek, 2005
- Arthrospira massartii, Kufferath, 1914 (var. indica, Desikachary, 1959)
- Arthrospira miniata, Gomont, 1892
- Arthrospira pellucida, Chu Chia Wang, 1933
- Arthrospira platensis Gomont, 1892
- Arthrospira skujae, A.G.E.Magrin, P.A.C.Senna & J.Komárek, 1997